# マニング・ワードル

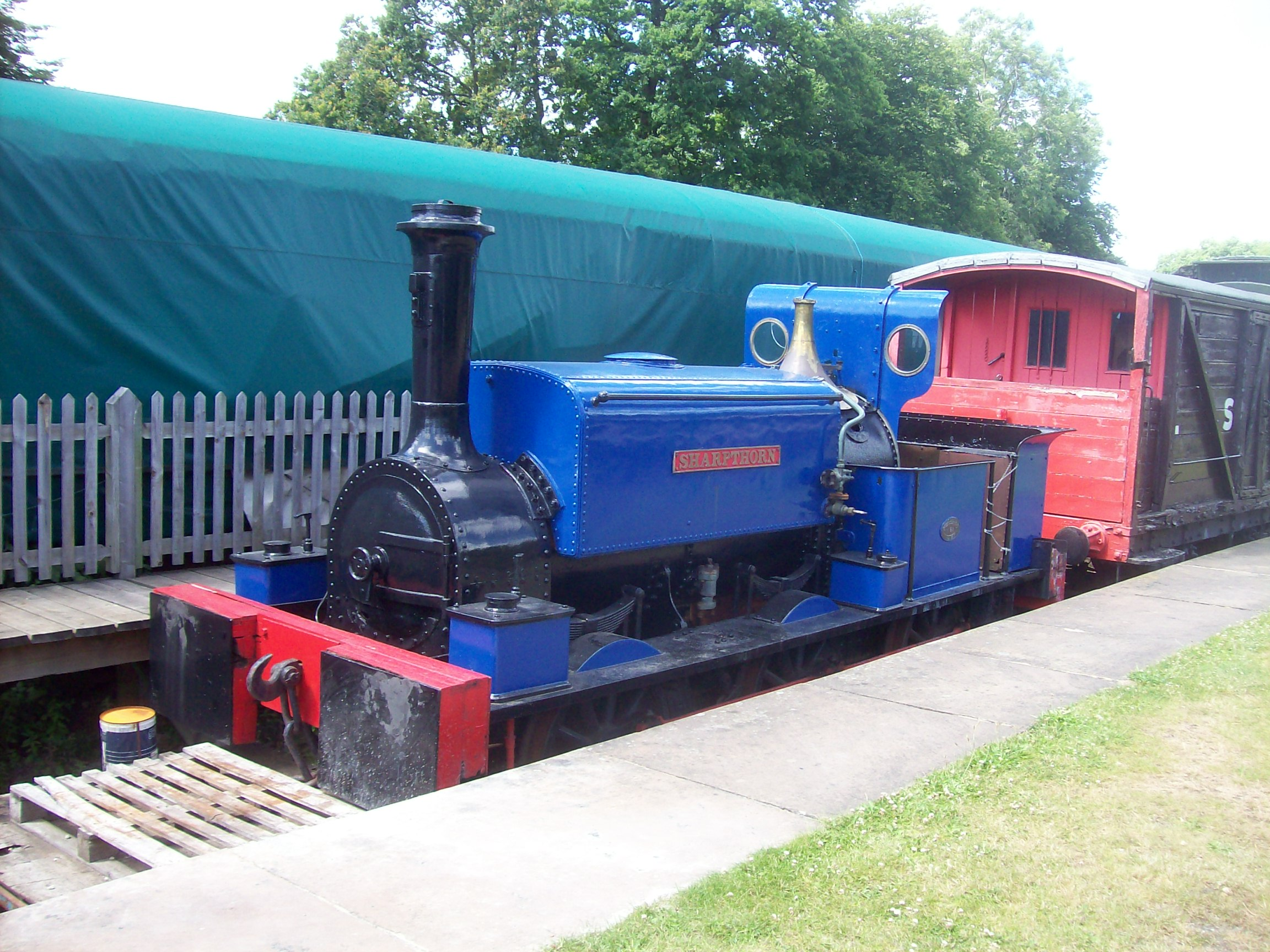
ブルーベル鉄道で保存される1882年製の車軸配置0-6-0形サドルタンク機 "Sharpthorne"

マニング・ワードルまたはマニング・ウォードル（Manning Wardle & Co., ）は、かつてイギリスウェスト・ヨークシャー州リーズのハンスレットに拠点を置いた蒸気機関車メーカーである。

## 前史
リーズは、マシュー・マレーが、1812年にホルベックで、初めて商業的に成功した蒸気機関車「サラマンカ」（The Salamanca ）を製造するなど、機関車製造において最も初期の中心地の一つであった。1856年までに、いくつかの機関車メーカーがリーズに出現したが、最も著名なものは、E・B・ウィルソン社（E. B. Wilson ）とピアソン通りのハンスレット・エンジン（Hunslet Engine ）である。

## マニング・ワードル
E.B.ウィルソンは、1858年に倒産し、同社のデザインは、ハンスレット地区のジャックレーンで、1840年にボイン工場を設立していたマニング・ワードル社によって購入された。
数年のうちに、他の2社（ハンスレット・エンジン社、ハズウェル・クラーク（Hudswell Clarke ）も、工場をジャックレーンに開いた。多くの技術者の移動が3社の間にあり、そして、3社は類似したデザインの製品を製造するに至った。他の2社が多種多様なタイプの機関車を製造する一方で、マニング・ワードルは顧客の事情に特化した機関車に集中した。
多数の標準軌や狭軌のマニング・ワードル製機関車が、ヨーロッパ、アフリカ、インド、オーストララシアと南アメリカに輸出された。

## 凋落と終焉
マニング・ワードルは、一貫して伝統的な製品の製造を続け、より効率的な大量生産技術を活用することができなかった。その結果2,000両以上の蒸気機関車を生産しながらも競争力を失い、1927年に蒸気機関車の取り扱いをやめた。
最後に完成した機関車は、1926年8月にラグビー・セメント工場向けに製造された製造番号2047（標準軌の車軸配置0-6-0形サドルタンク機）であった。この機関車は、キッダーミンスター鉄道博物館で静態保存されている。
アルゼンチン初の機関車である、1857年マニング・ワードル製の「La Portena」は、現在動態復元され、初運転から150回目の記念日である2007年10月17日に、200メートルの区間を運転された。

## 事業の継承

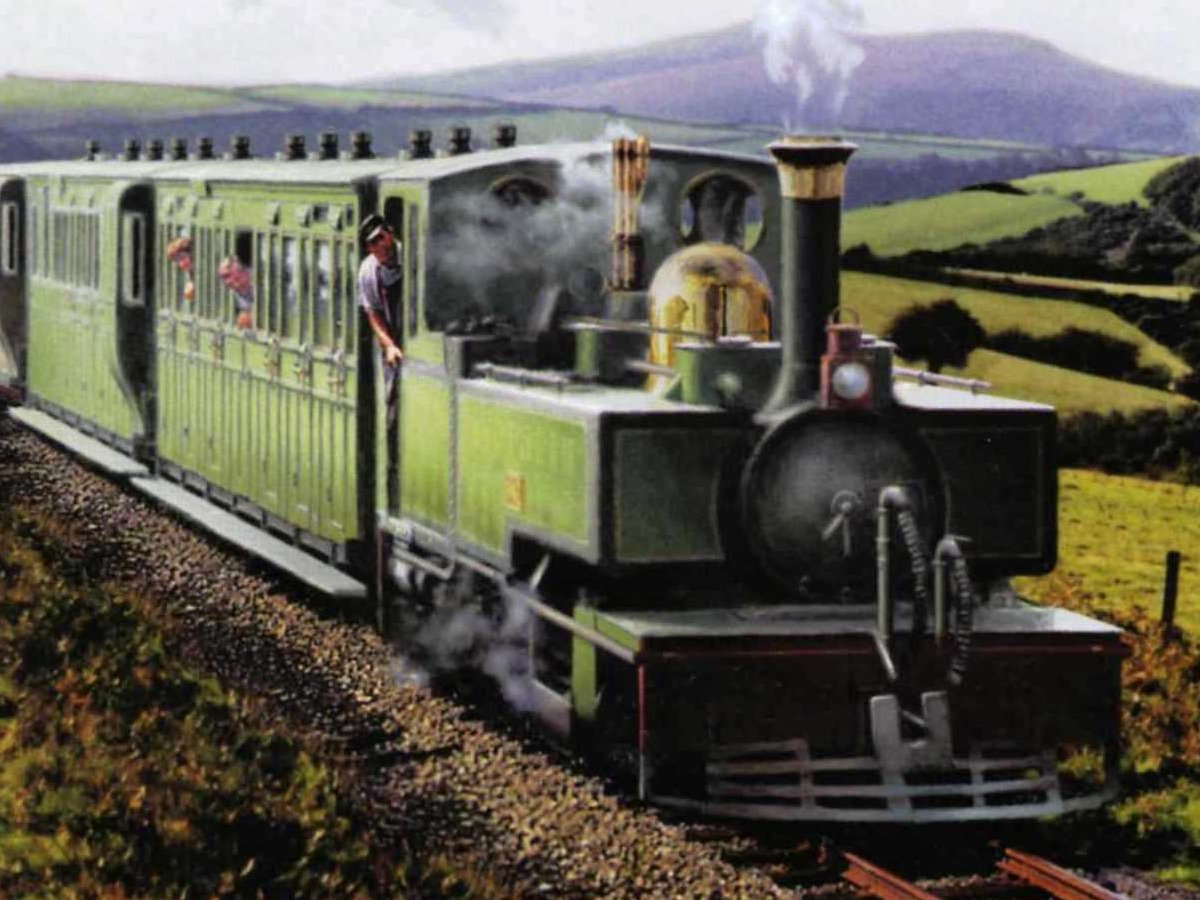
リントン・アンド・バーンステイプル鉄道 "Yeo"

1926年に機関車の製造をやめた後、マニング・ワードルの持っていた図面や設計、顧客は、キットソン（Kitson ）に引き継がれた。キットソンは、機関車製造をやめる1938年までに、マニング・ワードルが設計した機関車を23両製造した。
その後は、ロバート・スティーブンソン・アンド・ホーソンに引き継がれ、さらに5両の機関車が製造された。
現在、マニング・ワードルのデザインは、現在も鉄道車両メーカーであるスコットランドのキルマーノックに拠点を置くハンスレット・バークレー（Hunslet-Barclay ）に引き継がれている。また、歴史的な機関車に関する知的所有権は、ハンスレット・エンジンが保有している。
マニング・ワードルの商標名は、1898年から1935年まで運行されたリントン・アンド・バーンステイプル鉄道（Lynton & Barnstaple Railway ）を保存するために、1999年に設立された会社が保有している。同社は、マニング・ワードルの最も有名な製品（Exe、Taw、Yeo、Lewといった狭軌の車軸配置2-6-2形タンク機関車）を運用している。

## 日本との関わり

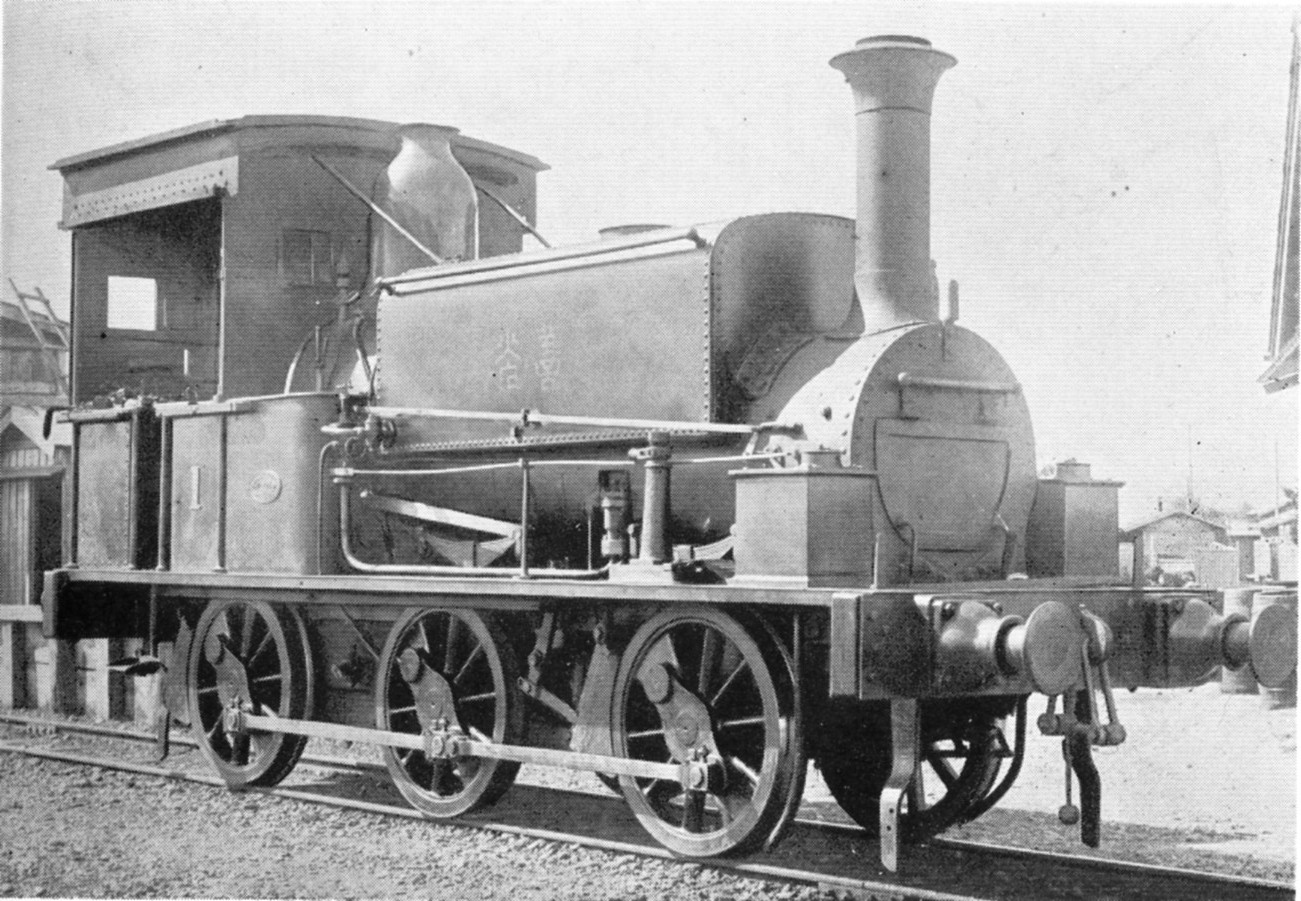
鉄道院1290形

日本に入ったマニング・ワードルの製品は、黎明期の1873年（明治6年）と1881年（明治13年）に輸入された3両のバラストエンジン（建設工事用機関車）のみである。この機関車は、後に鉄道院1290形となったもので、「善光」の愛称でも知られている。そのうちの1両はさいたま市の鉄道博物館に保存展示されている。